# إليونورا وايلد
إليونورا وايلد (بالصربية: Елеонора Вилд) مواليد 9 يونيو 1969 في باتشكا توبولا، جمهورية يوغوسلافيا الاشتراكية الاتحادية، هي لاعبة كرة سلة صربية معتزلة. مثلت منتخب بلادها. شاركت في دورة الألعاب الأولمبية الصيفية سنة 1988.

## سجل المنافسة
شاركت في المنافسات التالية:
- الألعاب الأولمبية الصيفية 1988
- كأس العالم لكرة السلة للسيدات 1990

## الميداليات
| الميدالية | المسابقة                           |
| --------- | ---------------------------------- |
| فضية      | الألعاب الأولمبية الصيفية 1988     |
| فضية      | كأس العالم لكرة السلة للسيدات 1990 |

## روابط خارجية
- إليونورا وايلد على موقع الاتحاد الدولي لكرة السلة (الإنجليزية)
- إليونورا وايلد على موقع بروبوليرز (الإنجليزية)
- إليونورا وايلد على موقع سبورتس رفرنس (الإنجليزية)
- إليونورا وايلد على موقع اللجنة الأولمبية الدولية (الإنجليزية)
- إليونورا وايلد على موقع أوليمبيديا (الإنجليزية)